# Cycas yunnanensis
Cycas yunnanensis é uma espécie de cicadófita do género Cycas da família Cycadaceae, nativa de Yunnan, China.

## Outras referências
- Hill, K.D. 2003. Cycas yunnanensis In: IUCN 2010. IUCN Red List of Threatened Species. Version 2010.1. Dados de 8 de Abril de 2010.(em inglês)
- «The Cycad Pages: Cycas yunnanensis» (em inglês)

- Wikispecies